# Анан (река)
Анан (енгл. River Annan) је река у Уједињеном Краљевству, у Шкотској. Дуга је 79 km. Улива се у Fiordo de Solway, односно Ирско море. 